# Tharrhalea mariae
Tharrhalea mariae là một loài nhện trong họ Thomisidae.
Loài này thuộc chi Tharrhalea. Tharrhalea mariae được Alberto Barrion & James A. Litsinger miêu tả năm 1995.